# Wasserburg Gommern

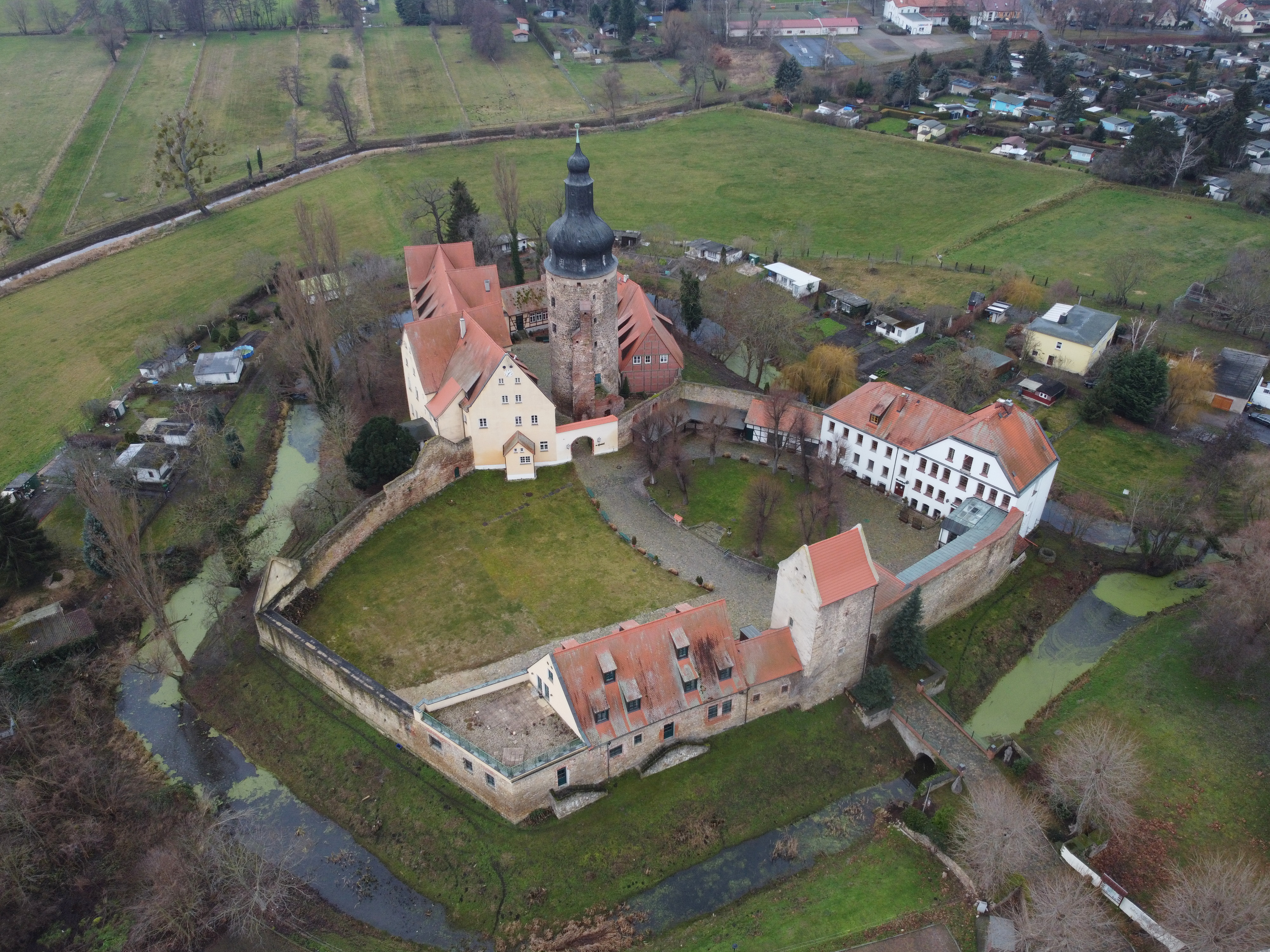
Wasserburg Gommern im Luftbild von Nordosten

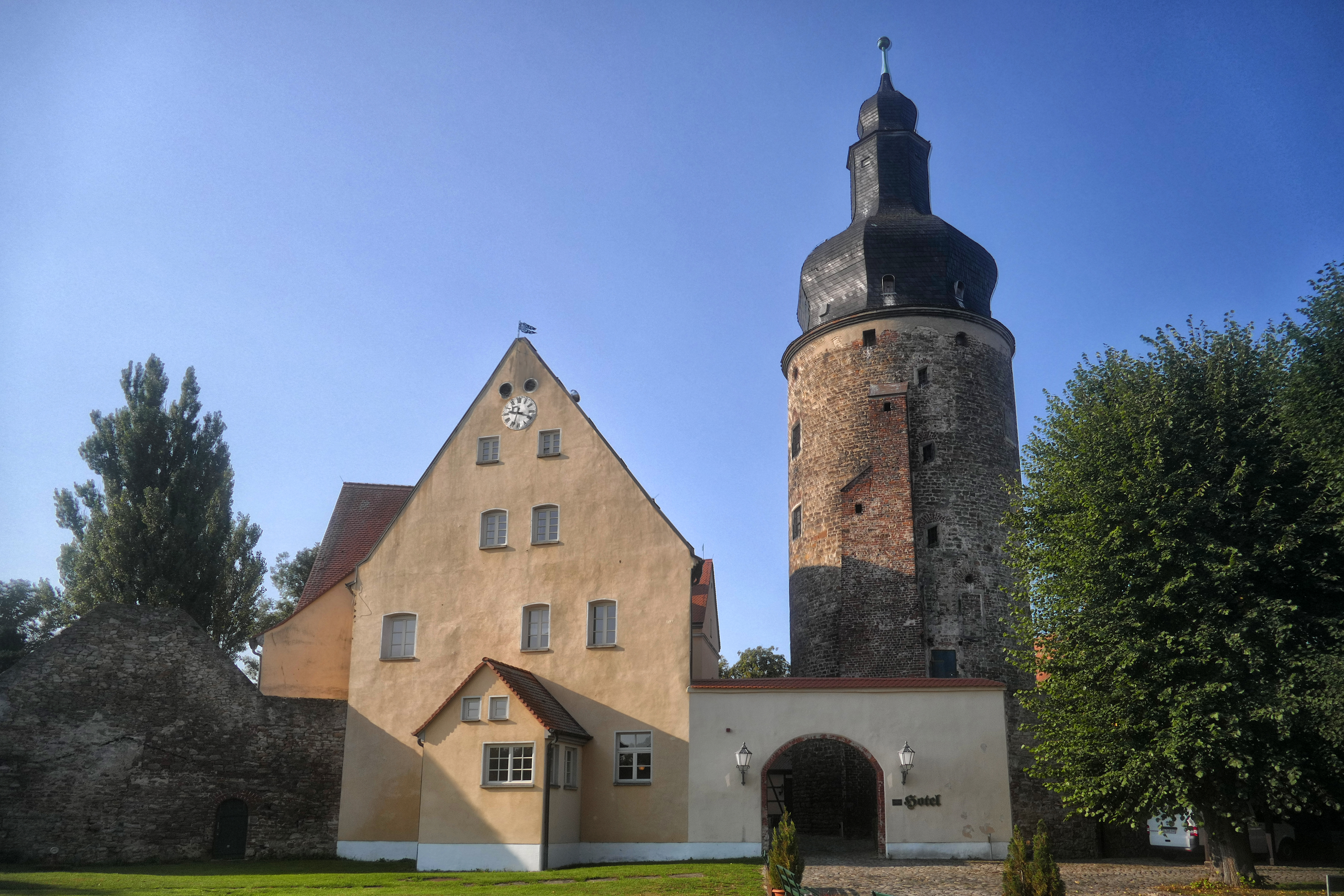
Kernburg September 2020

Die Wasserburg Gommern ist eine Wasserburg beziehungsweise ein Wasserschloss in der Stadt Gommern in Sachsen-Anhalt. Dieses ist als Kulturdenkmal ausgewiesen. In der Wasserburg befindet sich eine Gasthausbrauerei.

## Geschichte
Auf einem künstlich angelegten Hügel bestand schon im 10. Jahrhundert eine slawische Wallburg. Um die deutsche Landnahme zu sichern, wurde ab 948 an ihrer Stelle eine neue Burganlage, bestehend aus Vorburg und Kernburg, mit Wällen und doppelten Wassergräben errichtet. Der heute noch vorhandene, frei stehende Bergfried erhielt drei Meter starke Mauern. Er ist etwa 40 Meter hoch und besitzt einen Durchmesser von zehn Metern.
1578 ließ der sächsische Kurfürst August große Teile der Burg abreißen und beauftragte den Baumeister Paul Buchner mit dem Umbau zu einem Jagdschloss. Dabei wurden Quarzit-Bruchsteine aus den nahe gelegenen Steinbrüchen und Material aus dem abgetragenen Kloster Plötzky verwendet. In den Bergfried wurde eine Wendeltreppe eingebaut, und er erhielt eine Welsche Haube.

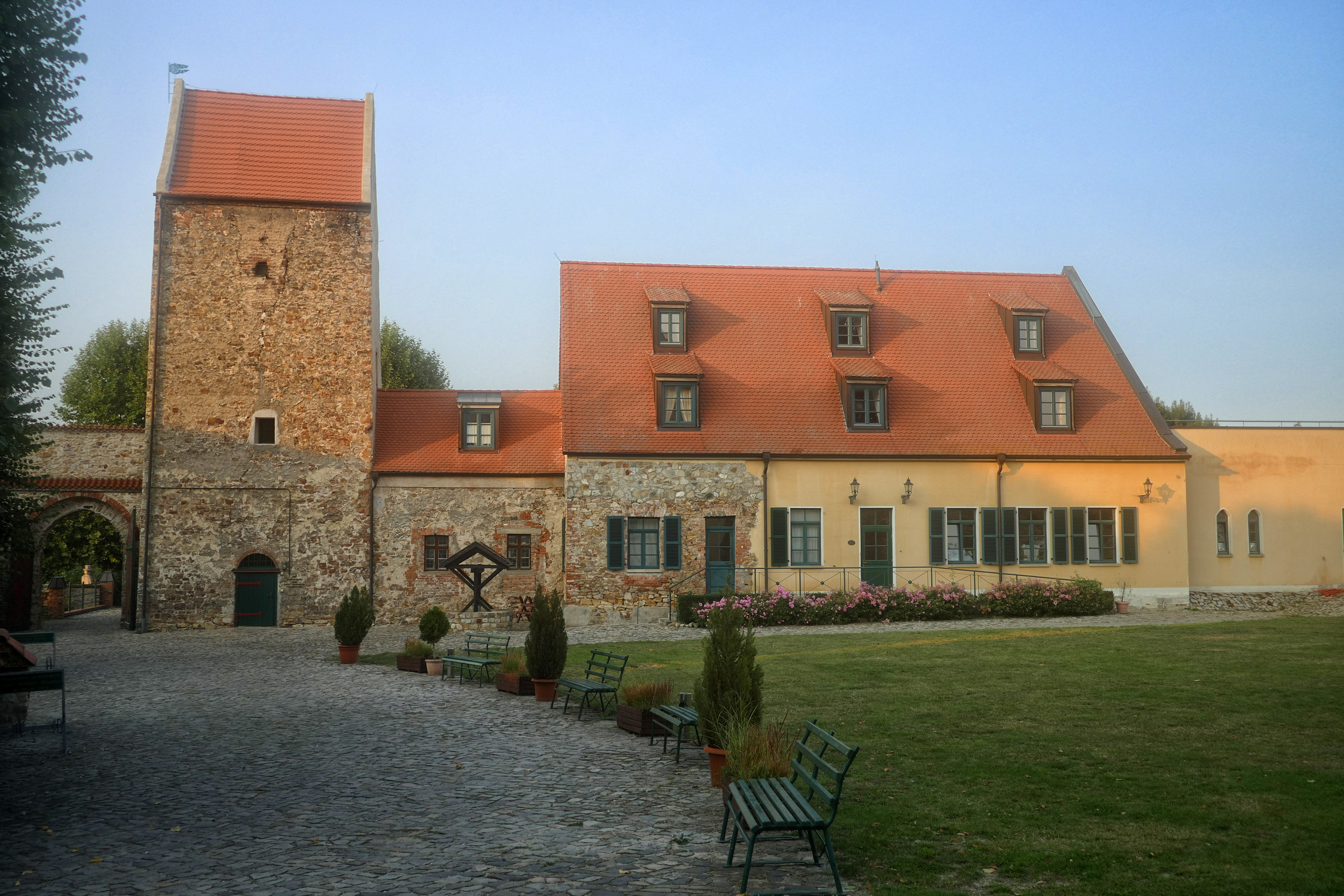
Vorburg September 2020

Ab 1853 wurde das Schloss für hundert Jahre als Haftanstalt, danach als Sozialheim und von 1969 bis 1989 zur Berufsausbildung genutzt.
Ab 1942 wurden weibliche Gefangene unter dem Nacht-und-Nebel-Erlass (NN) im Strafgefängnis Gommern inhaftiert. Bei der Befreiung des Gefängnisses durch Einheiten der Roten Armee am 5. Mai 1945 hatte eine britisch-belgische NN-Gefangene ein Körpergewicht von 39 Kilogramm, ein Hinweis auf die schlechten Lebensbedingungen dort. Nach dem Krieg wurde Strafgefängnis Gommern weiter von den Sowjets für politisch Gefangene benutzt.
1990 erfolgte die Privatisierung und Umwandlung in einen Hotel- und Gaststättenbetrieb mit eigener Bierbrauerei, der jedoch nach zehn Jahren wieder aufgegeben wurde. Nach zwischenzeitlicher Schließung des Schlosses und nachfolgenden Zwangsversteigerungen wurden die Gaststätte und die Brauerei im Dezember 2008 wiedereröffnet. Die Wiedereröffnung des Hotels folgte im Februar 2009.
2022 wurde der Hotelbetrieb eingestellt. Seit 2024 steht die Wasserburg Gommern zum Verkauf.